# Jegor Baboerin
Egor Konstantinovitsj Baburin (Russisch: Егор Констатинович Бабурин) (Tsjernihiv, 9 augustus 1993) is een Russisch voetballer die als doelman speelt. Hij stroomde in 2010 door vanuit de jeugd van Zenit Sint-Petersburg.

## Clubcarrière
Baburin komt uit de jeugdopleiding van Zenit Sint-Petersburg. Hij debuteerde op 17 maart 2013 tegen FK Mordovia Saransk met een clean sheet. Vjatsjeslav Malafejev was geblesseerd waardoor reservedoelman Joeri Zjevnov in de basiself startte. Zjevnov viel al na tien minuten uit met een gescheurde pees, waardoor Baburin op het veld kwam. Op 7 april 2013 viel hij tijdens de rust in voor de geblesseerde Malafejev tegen Krylja Sovetov Samara. Hij hield opnieuw een clean sheet. Een week later stond hij in de basis tegen Lokomotiv Moskou, waar hij tegenover spitsen als Dame N'Doye, Felipe Caicedo en Roman Pavljoetsjenko stond. Hij hield voor de derde maal de nul op het bord.

## Interlandcarrière
Baburin werd geboren in Tsjernihiv, Oekraïne. Hij kwam uit voor diverse Russische jeugdelftallen.
1 Vasjoetin ·
2 Tsjistjakov ·
3 Santos  ·
4 Kroegovoj ·
5 Barrios ·
6 Fernandes ·
8 Wendel ·
10 Isidor ·
11 Claudinho ·
15 Karavajev ·
16 Adamov ·
17 Mostovoj ·
18 Kovalenko ·
19 Soetormin ·
21 Jerochin ·
25 Eraković ·
28 Alip ·
30 Cassierra ·
31 Mantuan ·
33 Sergejev ·
37 Queiroz ·
41 Kerzjakov ·
55 Rodrigão ·
77 Renan ·
79 Vasiljev ·
Coach: Semak
· Assistent-coach: Anjoekov
· Assistent-coach: Oliveira
· Assistent-coach: Simoetenkov
· Assistent-coach: Tymosjtsjoek